# Grootofficieren van het Maison du Roi
De grootofficieren van het Maison du Roi waren de belangrijkste beambten in de koninklijke huishouding van de koning van Frankrijk. Deze grootofficieren vielen aanvankelijk onder de verantwoordelijkheid van de grootmeester van Frankrijk. Vanaf de 17e eeuw viel het Maison du Roi onder het Departement de la Maison du Roi onder leiding van de Secretaire d' État de la Maison du Roi.
Een aantal van hen waren ook grootofficieren van de Kroon van Frankrijk:
- de grootmeester van Frankrijk
- de grootkamenier van Frankrijk
- de grootkamerheer van Frankrijk
- (enz.)

Anderen:
- de grootvalkenier van Frankrijk
- (enz.)